# Strange Meetings
|  | Denne artikel er oprettet af botten Steenthbot ud fra en ekstern database. Den kan derfor have sproglige fejl eller mangler. Denne skabelon kan fjernes efter kontrol af indholdet. |

Strange Meetings er en dansk dokumentarfilm fra 2018 instrueret af Jane Jin Kaisen.

## Handling
En film, der vidner om umuligheden i at opretholde klare grænser ved at efterspore de tætte relationer mellem USA og Sydkorea i forsøget på at hindre spredningen af STD (seksuelt overførte sygdomme) blandt amerikanske soldater, der var udstationeret i Sydkorea i 1970'erne. Værket dokumenterer en tidligere STD-facilitet, som tjente til at isolere de kroppe, der formodedes at være urene, af de, der blev anset som rene. Som vært for en række sære møder vidner stedet imidlertid i dag om de sammenviklede relationer, der lå til grund for dets etablering. Den forfaldne bygning overtages af omgivelserne og forskelle mellem indre og ydre, struktur og vegetation nedbrydes. Udover at være et forladt sted i forfald tjener bygningen også som en kulisse for et andet møde: En performance finder sted hver weekend, hvilket uforvarende komplicerer forholdet mellem fortid og nutid og slører 'læsningen' af stedet ved at underkende, men potentielt også uddrive dets historie.